# Boyden-Index
Der Boyden-Index (oft auch BI abgekürzt) dient der Abschätzung der Wahrscheinlichkeit eines Gewitters. Je höher der Wert des BI, umso größer die Wahrscheinlichkeit. Eingeführt wurde der BI im Jahr 1963 von dem britischen Meteorologen C. J. Boyden, um die Wahrscheinlichkeit eines Gewitters, die von über die Britischen Inseln ziehenden Frontensystemen ausgeht, leichter abschätzen zu können.
Berechnung:
{\displaystyle BI=0,1\cdot (Z_{700}-Z_{1000})-T_{1000}-200}
mit
- der Differenz zwischen
  - der Höhe Z700 in Dekametern mit einem Luftdruck von 700 hPa und
  - der Höhe Z1000 mit 1000 hPa
- der Temperatur T700 in Grad Celsius bei der Höhe / dem Luftdruck mit 700 hPa.

Oberhalb eines BI von 94 gilt ein Gewitter als wahrscheinlich.
Obwohl die Luftfeuchtigkeit nicht in die Berechnung eingeht, gilt der Boyden-Index als zuverlässig.
Neben dem Boyden-Index gibt es weitere Indizes, wie den CAPE oder den 1977 eingeführten Bradbury-Index, der auch die Luftfeuchtigkeit berücksichtigt.